# Філіпо Нері
Святий Філіппо Не́рі, Філіппо-Ромоло Нері (італ. Filippo Romolo Neri; 22 липня 1515, Флоренція — 25 травня 1595, Рим) — католицький святий, засновник конгрегації ораторіанців.

## Біографія

### Ранні роки
Філіппо Нері народився у Флоренції, в сім'ї нотаріуса Франческо Нері і був молодшим з його чотирьох синів. Отримав хорошу початкову освіту при флорентійському домініканському монастирі Сан-Марко. У 18 років сім'я послала Філіпа до його бездітного дядька в Сан-Джермано поблизу Неаполя, аби юнак допомагав йому в справах, з надією, що той успадкує дядьковий статок.
За спогадами самого святого Філіппо, в будинку дядька з ним сталося, то що він називав «наверненням», не розкриваючи, однак, подробиць. Філіппо попрямував до Рима, де його поселив знайомий флорентієць. За дах і їжу Філіппо навчав двох його дітей, в інший час майже не залишаючи своєї кімнати. Через два роки він вирішив перервати самітництво і протягом трьох років вивчав філософію і богослов'я.

### «Апостол Рима»
Подальша його діяльність була присвячена проповіді Євангелія серед найбільш незаможних мешканців Рима, і ця діяльність врешті-решт принесла йому прізвисько «Апостол Риму». Тих, хто відгукнувся на його проповіді, Філіп Нері залучав до догляду за хворими і немічними, а також до своїх молитовних практик, найулюбленішими з яких були молитовний обхід семи великих римських базилік і моління в катакомбах Святого Себастьяна.

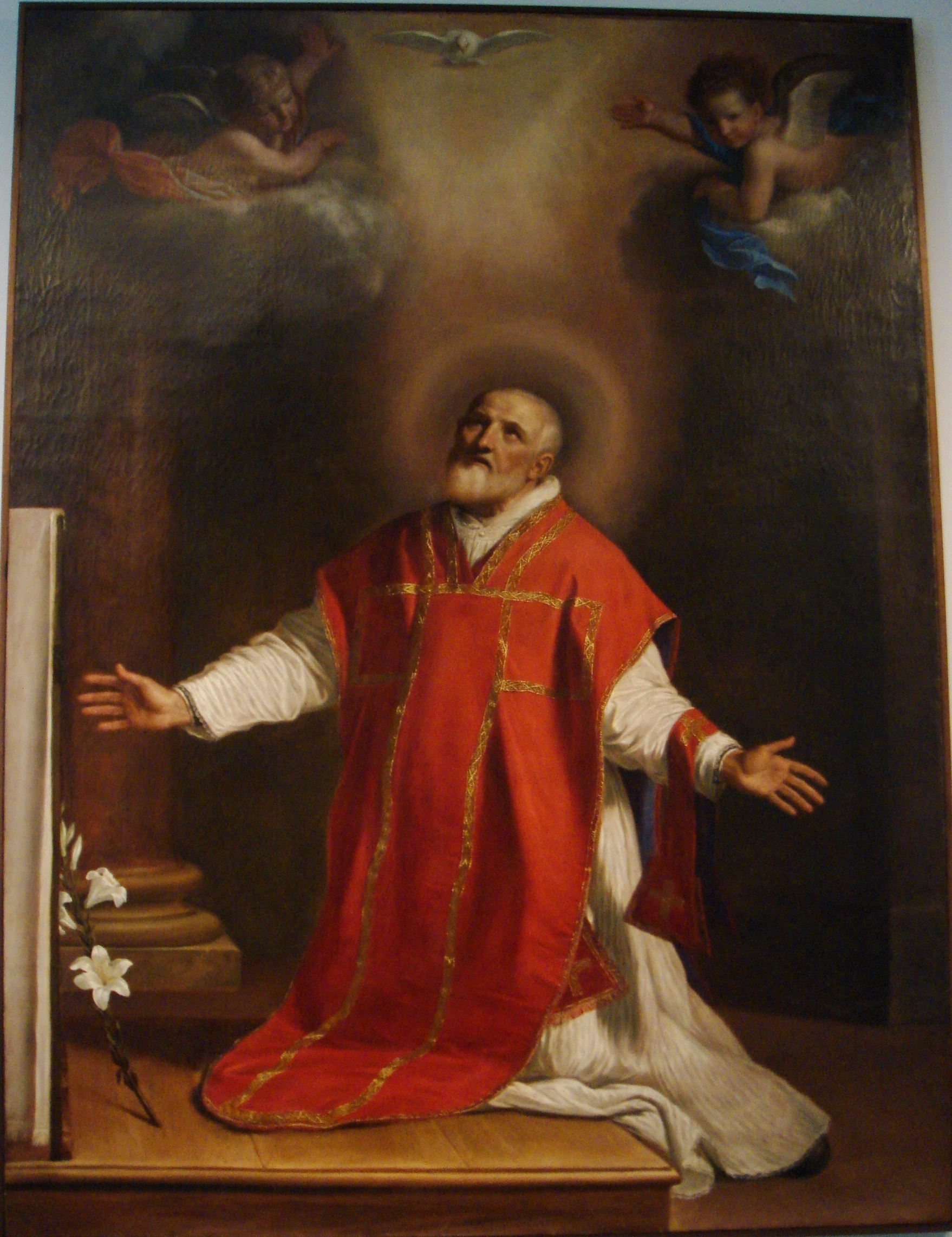
Гверчіно. Св. Філіп Нері

До цього ж періоду відноситься і знайомство Філіппо Нері з Ігнатієм Лойолою та Франциском-Ксав'єром, двома знаменитими засновниками ордена єзуїтів, яке переросло в міцну дружбу. Попри те, що Філіп був вражений працями і планами своїх нових знайомих, він сам відмовився приєднатися до Товариства Ісуса, хоча єзуїтами стали багато хто з його учнів. Святий Ігнатій Лойола жартома казав, що Філіппо Нері для єзуїтів те саме, що дзвін для церкви — людей скликає, а сам не входить. Філіп був натхнений розповідями і планами Франциска Ксаверія про проповідь християнства на сході і хотів до нього приєднатися, однак відмовився від цієї думки. За переказами, один старий монах-цистерціанець сказав Філіппо у відповідь на прохання про пораду з приводу своїх місіонерських планів: «Твоя Індія — Рим».
В 1548 році він заснував «Братство Святої Трійці для паломників і страждущих». Члени братства брали на себе і турботу про хворих і незаможних паломників. Особливо багато роботи у них було в ювілейний, 1550 рік. 23 травня 1551 року Філіппо Нері був висвячений в сан священника і став служити в церкві Сан-Джироламо-делла-Каріта, де левову частину часу присвячував прийняттю сповідей.

### Створення ораторію
Близько 1558 року отець Філіппо почав проводити при церкві спеціальні зустрічі, що отримали назву «Ораторії». Назва виникла від латинського слова oratio — «молитва». Структура ораторію була приблизно такою: молитва, читання тексту з Писання, житій або праць Отців Церкви; виступ одного з учасників на тему уривка; дискусія. Філіп вів дискусію, робив зауваження і формулював висновки. Закінчувалося збори молитвою та виконанням духовної музики: так народилися ті твори, які сьогодні називають ораторіями. Особливістю зустрічей було те, що в них брали участь на рівних як священики, так і миряни. Крім зустрічей члени громади займалися самоосвітою — вивчали церковну музику, церковну історію, вели благодійну діяльність.

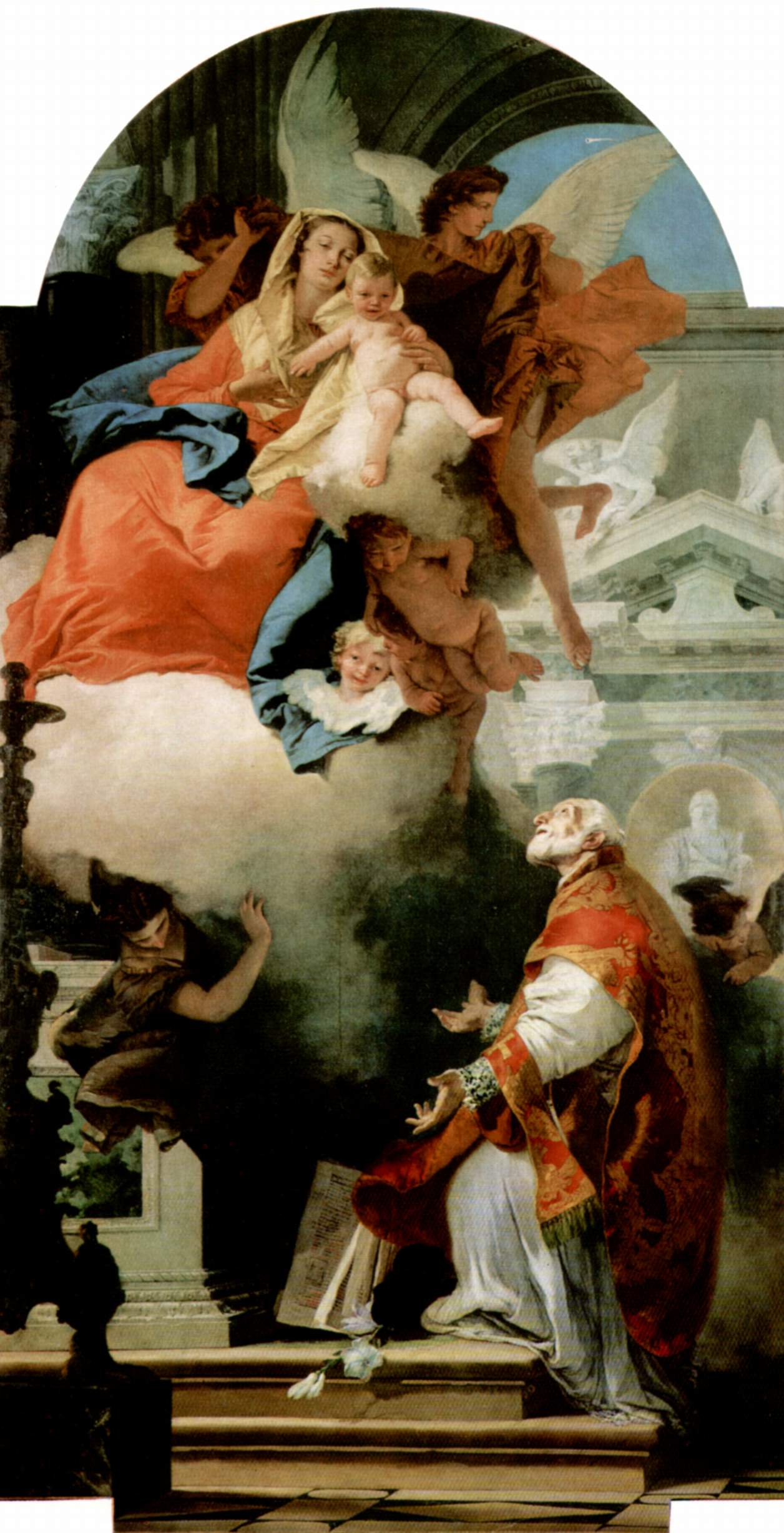
Джованні Баттіста Тьєполо Видіння Богородиці Cвятому Філіппо Нері

У 1559 році Філіп відновив свої молитовні процесії сімома базиліками. Форма цих процесій була вкрай вільною за мірками XVI століття, вони супроводжувалися музикою, і закінчувалися пригощанням на лузі. «Нові методи роботи з парафіянами» отця Філіпа викликали неприйняття у багатьох впливових ієрархів, яких також дратувало «дивна», на їхню думку, поведінка священика — заклики до радості і веселощів, гумор і жарти в проповідях, періодичне носіння блазнівських нарядів з метою висміяти манери сучасного йому суспільства та ін. Було розпочато розслідування, на час якого йому було заборонено сповідати. Звинувачували Нері також і в тому, що він є шанувальником Савонароли, але спеціальна комісія виправдала священика і очистила його від усіх звинувачень.
В 1564 році Філіппо Нері був призначений настоятелем церкви Сан-Джованні-деї-Фіорентіні. Це призначення було пов'язане з бажанням впливової римської громади вихідців з Флоренції мати свого глибоко шанованого земляка на чолі церкви, що вважалася церквою римських флорентійців. При цій церкві Філіп також почав проводити «ораторії», учасники яких стали іменувати себе ораторіанцями. Поступово були розроблені певні правила при участі священика Франческо Таруджі, майбутнього кардинала, що також приєднався до ораторіанців. У цей же період Філіп Нері став духівником Камілла де Лелліса, якого переконав у необхідності прийняти духовний сан.
15 липня 1575 року Григорій XIII буллою Copiosus in misericordia схвалив створення товариства. Ораторіанці стали затвердженою спільнотою громадського життя, згодом товариством апостольського життя, тобто його члени не приносять чернечих обітниць, а до складу конгрегації входять як священики, так і миряни.
Ядром нової конгрегації стала невелика церква Санта-Марія-ін-Валлічелла, яка під керівництвом Філіпа Нері була перебудована і розширена, після чого отримала прізвисько «Нова церква» (Chiesa Nuova).

### Останні роки
В 1593 році у 78-річному віці через старечу неміч святий Філіп відмовився від поста глави ораторіанців. Його наступником став кардинал Бароній. 25 травня 1595 року в ніч після свята Тіла Христового він помер в оточенні учнів, благословивши їх перед смертю. Похований у церкві Санта-Марія-ін-Валічелла, яка досі є головною церквою ораторіанців.

## Вшанування пам'яті

### У кінематографі
- Про життя Святого Філіппо Нері у 2010 році було знято фільм «Святий Філіппо Нері. Я обираю Рай[it]».

## Канонізація

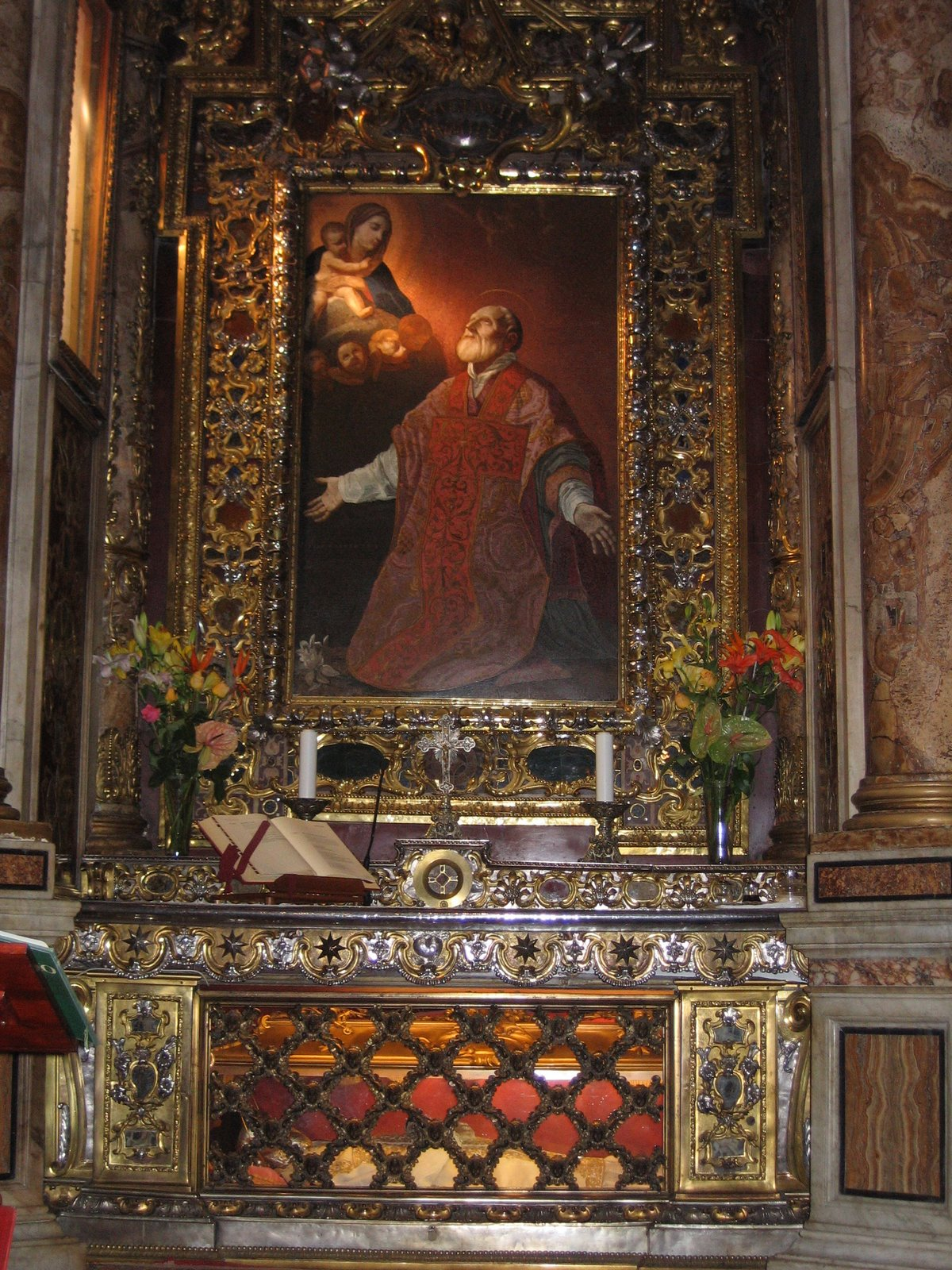
Капела Святого Філіппо Нері в церкві Санта-Марія-ін-Валлічелла, де він похований

Папа Павло V беатифікував Філіппо Нері 11 травня 1615 року, а папа Григорій XV канонізував його 12 березня 1622 року. День пам'яті в Католицькій церкві — 26 травня.
Коллекта  меси 26 травня.
|  | Боже, Ти невпинно звеличувати славу святих вірних Твоїх служителів; по милості Твоєї запали в наших душах вогонь Святого Духа, яким Ти дивно запалив у серці святого Філіпа Нері. Через Господа нашого Ісуса Христа, Твого Сина, Який з Тобою живе і царює в єдності Святого Духа, Бог, на віки віків . |